# Bellinghem
Bellinghem község Franciaország Hauts-de-France régiójában, Pas-de-Calais megyében. Új községként 2016. szeptember 1-jén jött létre Herbelles és Inghem korábbi községek egyesítésével. Lakosainak száma 1075 fő (2022. január 1.).

## Népesség
| Lakosok száma | 1003 | 1070 | 1068 | 1066 | 1084 | 1087 | 1075 |
|               | 2013 | 2017 | 2018 | 2019 | 2020 | 2021 | 2022 |